# Муністрол-да-Монсаррат
Муністро́л-да-Монсарра́т (кат. Monistrol de Montserrat) — муніципалітет, розташований в Автономній області Каталонія, в Іспанії. Код муніципалітету за номенклатурою Інституту статистики Каталонії — 81271. Знаходиться у районі (кумарці) Бажас (коди району — 07 та BG) провінції Барселона, згідно з новою адміністративною реформою перебуватиме у складі Баґарії (округи) Центральна Каталонія.

## Населення
Населення міста (у 2007 р.) становить 2.903 особи (з них менше 14 років — 11,9 %, від 15 до 64 — 70 %, понад 65 років — 18,1 %). У 2006 р. народжуваність склала 29 осіб, смертність — 32 особи, зареєстровано 18 шлюбів. У 2001 р. активне населення становило 1.264 особи, з них безробітних — 76 осіб.

Серед осіб, які проживали на території міста у 2001 р., 1.841 народилися в Каталонії (з них 1.253 особи у тому самому районі, або кумарці), 554 особи приїхали з інших областей Іспанії, а 126 осіб приїхало з-за кордону. 

Університетську освіту має 6,3 % усього населення. 

У 2001 р. нараховувалося 919 домогосподарств (з них 24,2 % складалися з однієї особи, 27,4 % з двох осіб,22,9 % з 3 осіб, 16,8 % з 4 осіб, 5,8 % з 5 осіб, 2 % з 6 осіб, 0,8 % з 7 осіб, 0,1 % з 8 осіб і 0,2 % з 9 і більше осіб).

Активне населення міста у 2001 р. працювало у таких сферах діяльності: у сільському господарстві — 0,3 %, у промисловості — 34,8 %, на будівництві — 9 % і у сфері обслуговування — 55,9 %. 

 У муніципалітеті або у власному районі (кумарці) працює 1.147 осіб, поза районом — 600 осіб.

### Безробіття
У 2007 р. нараховувалося 94 безробітних (у 2006 р. — 128 безробітних), з них чоловіки становили 40,4 %, а жінки — 59,6 %.

## Економіка

### Підприємства міста

#### Промислові підприємства
| \| Промислові підприємства міста, за сферою діяльності \| Промислові підприємства міста, за сферою діяльності \| Промислові підприємства міста, за сферою діяльності \| \| Рік \| 2002 р. \| 2001 р. \| \| --------------------------------------------------- \| --------------------------------------------------- \| --------------------------------------------------- \| \| Енергетичні та водні ресурси \| 8,6 % \| 11,1 % \| \| Хімія та метали \| 5,7 % \| 5,6 % \| \| Переробка металів \| 40 % \| 41,7 % \| \| Продукти харчування \| 2,9 % \| 2,8 % \| \| Текстиль \| 20 % \| 16,7 % \| \| Виробництво меблів, видання \| 20 % \| 19,4 % \| \| Інше \| 2,9 % \| 2,8 % \| \| Усього підприємств \| 35 \| 36 \| |         |         |
| Промислові підприємства міста, за сферою діяльності |         |         |
| Рік | 2002 р. | 2001 р. |
| Енергетичні та водні ресурси | 8,6 %   | 11,1 %  |
| Хімія та метали | 5,7 %   | 5,6 %   |
| Переробка металів | 40 %    | 41,7 %  |
| Продукти харчування | 2,9 %   | 2,8 %   |
| Текстиль | 20 %    | 16,7 %  |
| Виробництво меблів, видання | 20 %    | 19,4 %  |
| Інше | 2,9 %   | 2,8 %   |
| Усього підприємств | 35      | 36      |

#### Роздрібна торгівля
| \| Підприємства роздрібної торгівлі міста, за сферою діяльності \| Підприємства роздрібної торгівлі міста, за сферою діяльності \| Підприємства роздрібної торгівлі міста, за сферою діяльності \| \| Рік \| 2002 р. \| 2001 р. \| \| ------------------------------------------------------------ \| ------------------------------------------------------------ \| ------------------------------------------------------------ \| \| Продукти харчування \| 53,3 % \| 51 % \| \| Одяг та взуття \| 11,1 % \| 12,2 % \| \| Товари для дому \| 6,7 % \| 8,2 % \| \| Книги та періодичні видання \| 4,4 % \| 4,1 % \| \| Промислова хімічна продукція \| 11,1 % \| 10,2 % \| \| Продукція, пов'язана з транспортними засобами \| 2,2 % \| 2 % \| \| Інше \| 11,1 % \| 12,2 % \| \| Усього підприємств \| 45 \| 49 \| |         |         |
| Підприємства роздрібної торгівлі міста, за сферою діяльності |         |         |
| Рік | 2002 р. | 2001 р. |
| Продукти харчування | 53,3 %  | 51 %    |
| Одяг та взуття | 11,1 %  | 12,2 %  |
| Товари для дому | 6,7 %   | 8,2 %   |
| Книги та періодичні видання | 4,4 %   | 4,1 %   |
| Промислова хімічна продукція | 11,1 %  | 10,2 %  |
| Продукція, пов'язана з транспортними засобами | 2,2 %   | 2 %     |
| Інше | 11,1 %  | 12,2 %  |
| Усього підприємств | 45      | 49      |

#### Сфера послуг
| \| Підприємства міста, що працюють у сфері послуг, за діяльністю \| Підприємства міста, що працюють у сфері послуг, за діяльністю \| Підприємства міста, що працюють у сфері послуг, за діяльністю \| \| Рік \| 2002 р. \| 2001 р. \| \| ------------------------------------------------------------- \| ------------------------------------------------------------- \| ------------------------------------------------------------- \| \| Гуртова торгівля \| 15,6 % \| 15,2 % \| \| Готелі та готельний бізнес \| 26 % \| 26,1 % \| \| Транспорт та зв'язок \| 14,6 % \| 17,4 % \| \| Посередницькі фінансові послуги \| 5,2 % \| 5,4 % \| \| Послуги підприємствам \| 5,2 % \| 4,3 % \| \| Послуги фізичним особам \| 22,9 % \| 25 % \| \| Нерухомість та ін. \| 10,4 % \| 6,5 % \| \| Усього підприємств \| 96 \| 92 \| |         |         |
| Підприємства міста, що працюють у сфері послуг, за діяльністю |         |         |
| Рік | 2002 р. | 2001 р. |
| Гуртова торгівля | 15,6 %  | 15,2 %  |
| Готелі та готельний бізнес | 26 %    | 26,1 %  |
| Транспорт та зв'язок | 14,6 %  | 17,4 %  |
| Посередницькі фінансові послуги | 5,2 %   | 5,4 %   |
| Послуги підприємствам | 5,2 %   | 4,3 %   |
| Послуги фізичним особам | 22,9 %  | 25 %    |
| Нерухомість та ін. | 10,4 %  | 6,5 %   |
| Усього підприємств | 96      | 92      |

## Житловий фонд
У 2001 р. 4,2 % усіх родин (домогосподарств) мали житло метражем до 59 м2, 52,3 % — від 60 до 89 м2, 24,3 % — від 90 до 119 м2 і
19,2 % — понад 120 м2.

З усіх будівель у 2001 р. 19,9 % було одноповерховими, 53,3 % — двоповерховими, 20,9 % — триповерховими, 4,9 % — чотириповерховими, 1 % — п'ятиповерховими, 0 % — шестиповерховими,
0 % — семиповерховими, 0 % — з вісьмома та більше поверхами.

## Автопарк
| \| Автомобілі, зареєстровані у місті, за призначенням \| Автомобілі, зареєстровані у місті, за призначенням \| Автомобілі, зареєстровані у місті, за призначенням \| \| Рік \| 2006 р. \| 2005 р. \| \| -------------------------------------------------- \| -------------------------------------------------- \| -------------------------------------------------- \| \| Приватні автомобілі \| 72,2 % \| 72,2 % \| \| Мотоцикли \| 8,5 % \| 8 % \| \| Вантажівки \| 15,7 % \| 15,8 % \| \| Трактори \| 0,5 % \| 0,9 % \| \| Автобуси та ін. \| 3 % \| 3,2 % \| \| Усього автомобілів \| 1.938 шт. \| 1.870 шт. \| |           |           |
| Автомобілі, зареєстровані у місті, за призначенням |           |           |
| Рік | 2006 р.   | 2005 р.   |
| Приватні автомобілі | 72,2 %    | 72,2 %    |
| Мотоцикли | 8,5 %     | 8 %       |
| Вантажівки | 15,7 %    | 15,8 %    |
| Трактори | 0,5 %     | 0,9 %     |
| Автобуси та ін. | 3 %       | 3,2 %     |
| Усього автомобілів | 1.938 шт. | 1.870 шт. |

## Вживання каталанської мови
У 2001 р. каталанську мову у місті розуміли 96,5 % усього населення (у 1996 р. — 98,9 %), вміли говорити нею 86,2 % (у 1996 р. — 83,9 %), вміли читати 85,9 % (у 1996 р. — 76,2 %), вміли писати 59 % (у 1996 р. — 42,2 %). Не розуміли каталанської мови 3,5 %.

## Політичні уподобання
У виборах до Парламенту Каталонії у 2006 р. взяло участь 1.170 осіб (у 2003 р. — 1.411 осіб). Голоси за політичні сили розподілилися таким чином:
| \| Вибори до Парламенту Каталонії \| Вибори до Парламенту Каталонії \| Вибори до Парламенту Каталонії \| \| Рік \| 2006 р. \| 2003 р. \| \| -------------------------------------- \| ------------------------------ \| ------------------------------ \| \| Конвергенція та Єднання (CiU) \| 39,6 % \| 40 % \| \| Соціалістична партія Каталонії (PSC) \| 24,7 % \| 24,9 % \| \| Народна партія (PP) \| 6 % \| 8,5 % \| \| Ініціатива за зелену Каталонію (IC) \| 7,4 % \| 4,5 % \| \| Республіканська лівиця Каталонії (ERC) \| 19,1 % \| 21,6 % \| \| Громадянська партія (C's) \| 1 % \| 0 % \| \| Інші \| 2,2 % \| 0,6 % \| |         |         |
| Вибори до Парламенту Каталонії |         |         |
| Рік | 2006 р. | 2003 р. |
| Конвергенція та Єднання (CiU) | 39,6 %  | 40 %    |
| Соціалістична партія Каталонії (PSC) | 24,7 %  | 24,9 %  |
| Народна партія (PP) | 6 %     | 8,5 %   |
| Ініціатива за зелену Каталонію (IC) | 7,4 %   | 4,5 %   |
| Республіканська лівиця Каталонії (ERC) | 19,1 %  | 21,6 %  |
| Громадянська партія (C's) | 1 %     | 0 %     |
| Інші | 2,2 %   | 0,6 %   |

У муніципальних виборах у 2007 р. взяло участь 1.402 особи (у 2003 р. — 1.576 осіб). Голоси за політичні сили розподілилися таким чином:
| \| Муніципальні вибори \| Муніципальні вибори \| Муніципальні вибори \| \| Рік \| 2007 р. \| 2003 р. \| \| -------------------------------------- \| ------------------- \| ------------------- \| \| Конвергенція та Єднання (CiU) \| 33,8 % \| 32,6 % \| \| Соціалістична партія Каталонії (PSC) \| 26,5 % \| 15,6 % \| \| Народна партія (PP) \| 7,3 % \| 5,8 % \| \| Ініціатива за зелену Каталонію (IC) \| 0 % \| 0 % \| \| Республіканська лівиця Каталонії (ERC) \| 32,5 % \| 46 % \| \| Громадянська партія (C's) \| 0 % \| 0 % \| \| Інші \| 0 % \| 0 % \| |         |         |
| Муніципальні вибори |         |         |
| Рік | 2007 р. | 2003 р. |
| Конвергенція та Єднання (CiU) | 33,8 %  | 32,6 %  |
| Соціалістична партія Каталонії (PSC) | 26,5 %  | 15,6 %  |
| Народна партія (PP) | 7,3 %   | 5,8 %   |
| Ініціатива за зелену Каталонію (IC) | 0 %     | 0 %     |
| Республіканська лівиця Каталонії (ERC) | 32,5 %  | 46 %    |
| Громадянська партія (C's) | 0 %     | 0 %     |
| Інші | 0 %     | 0 %     |